# Pica, Chile
Pica är en kommun i Chile.   Den ligger i provinsen Provincia del Tamarugal och regionen Región de Tarapacá, i den norra delen av landet, 1 500 km norr om huvudstaden Santiago de Chile.